# Telejornal da hora do almoço
Os telejornais da hora do almoço são um nome genérico dado aos diferentes noticiários, transmitidos entre as 12h e as 14h nas estações de televisão dos mais variados países.

## Países

### Portugal
A história da informação da hora de almoço surgiu na RTP1 em 1970, quando a emissora decidiu abrir um novo período de emissão para o horário compreendido entre as 12h45 e as 15h. Foi nesse contexto que surgiu, pela primeira vez, um noticiário ao início da tarde, a 1ª edição do Telejornal, que ia para o ar por volta das 13h45 e tinha 15 minutos de emissão. Este serviço viria a terminar em 1976 com o encerramento deste período de emissão e, posteriormente, com o Ciclo Preparatório TV.
No entanto, no início de 1982, o noticiário do início da tarde regressa com a reabertura deste período de emissão, com o serviço de notícias intitulado Primeiro Jornal, que em julho viria a adotar o seu atual nome: Jornal da Tarde. Com a crise de 1983, e tendo a vista a poupança de energia, este período de emissão voltaria a encerrar, terminando o serviço noticioso do início da tarde, regressando em 1986.
A partir de 1990, a RTP2 também passou a ter telejornais à hora de almoço, emitidos às 14h.
Com o início das emissões das televisões privadas em Portugal (SIC e TVI), estes canais também passaram a dispor de serviços de noticiário à hora do almoço: o Primeiro Jornal na SIC e o Jornal da Uma na TVI, hoje TVI Jornal, ambos emitidos às 13h.
No caso dos canais de informação, os telejornais à hora do almoço são normalmente emitidos às 12h, cerca de uma hora antes da emissão nas televisões generalistas.
| Canal        | Nome            | Hora  | Duração | Estreia | Pivots                                                                   | Site         |
| ------------ | --------------- | ----- | ------- | ------- | ------------------------------------------------------------------------ | ------------ |
| RTP1         | Jornal da Tarde | 12h59 | 1h15    | 1986    | Sandra Fernandes Pereira, Hélder Silva, Carlos Daniel, Cristiana Freitas | RTP          |
| SIC          | Primeiro Jornal | 12h58 | 1h50    | 1992    | Bento Rodrigues, João Moleira, Teresa Dimas                              | SIC Notícias |
| TVI          | TVI Jornal      | 12h58 | 1h50    | 2023    | Júlio Magalhães, Sara Pinto, José Carlos Araújo, Lurdes Baeta            | TVI Player   |
| CMTV         | Grande Jornal   | 11h50 | 1h40    | 2022    |                                                                          |              |
| RTP3         | Jornal das 12   | 12h   | 1h      | 2004    | Daniel Catalão, Cristina Esteves                                         | RTP          |
| CNN Portugal | CNN Meio Dia    | 11h56 | 2h      | 2021    | Alexandre Évora, Andreia Palmeirim                                       | CNN Portugal |

#### Historial por canal

##### RTP1
| Nome                   | Hora  | Estreia   | Término       | Ref.        |
| ---------------------- | ----- | --------- | ------------- | ----------- |
| Telejornal (1ª edição) | 13h45 | 1970      | 1976          | [ 2 ]       |
| Primeiro Jornal        | 13h   | 1982      | 1982          | [ 5 ]       |
| Jornal da Tarde        | 13h   | 1982 1986 | 1983 presente | [ 5 ] [ 7 ] |

##### RTP2
| Nome            | Hora | Estreia | Término | Ref.  |
| --------------- | ---- | ------- | ------- | ----- |
| Primeiro Jornal | 14h  | 1990    | 1992    | [ 8 ] |
| Jornal das 2    | 14h  | 1992    | 1993    |       |

##### SIC
| Nome            | Hora  | Estreia | Ref.   |
| --------------- | ----- | ------- | ------ |
| Primeiro Jornal | 12h59 | 1992    | [ 11 ] |